# 免費能源被打壓陰謀論
免費能源或稱自由能源（英語：free energy）指一些在技術上可行的、無污染、無成本的新能源，有一种自由能源被打压、封锁、扼杀的陰謀論声称因为威胁到相关利益既得者的利润，自由能源受到政府、企業以及一些倡導團體的打壓和封禁以至于不能得到全人类的推广。
这些自由能源被作为商业秘密或国家秘密，仅限于极少部分人所利用。永動機、冷核聚變發電機、環面發電裝置以及一些帶有外星科技阴谋论的發明等被認為是低成本的能源。
自19世紀中葉以來，有傳據稱這些新式研究受到各方打壓，其中包括來自部分政府部門、大企業、特殊利益集團以及一些欺詐發明家。特殊利益集團通常都聲稱這些新能源發明侵害了原有的石化能源或核能工業，使其業務模式遭到威脅。19世纪80年代末，电子科学的商业期刊预言将要出现“自由能源”。关于电学自然难以置信的发现将进入普通人家。使得所有家庭可以独自发电而不用依赖接入电网，缴纳电费。
對這些技術的壓制手段包括：
- 通過同儕審查和學術機構的封殺，控制其研究，阻止其發明出新式免費能源。[9][10]
- 利用媒体转移公众注意力，将自由能源与永动机混为一谈，使公众怀疑已取得的科技突破。
- 聲稱擁有更有效的可再生能源技術（與太陽能電池[11]和生物燃料）以扼殺高效耗能技術（如電動車[12]）。

据称一些个人和团体被骚扰、打压甚至被杀害，其中的例子有：托馬斯·亨利·莫雷、斯坦利·邁耶和尤金·馬洛夫。